# ديريك بيتس
ديريك بيتس (بالإنجليزية: Derrick Pitts)‏ هو عالم فلك أمريكي، ولد في 22 يناير 1955.

## وصلات خارجية
- ديريك بيتس على موقع IMDb (الإنجليزية)
- ديريك بيتس على موقع قاعدة بيانات الفيلم (الإنجليزية)